# سيرة ذات الهمة
سيرة الأميرة ذات الهمة هي سيرة شعبية من أطول السير العربية يدور محورها على أميرة عربية تدعى ذات الهمة، وتغطي أحداثها لحروب متصلة لأربع قرون بين العرب المسلمين من جانب، والتحالف الأوربي البيزنطي من جهة أخرى.
تقع السيرة في سبعين جزءاً، ويزيد عدد صفحاتها على ستة آلاف صفحة.
طبعت لأول مرة سنة 1909م عن المكتبة الحسينية بمصر ثم توالت الطبعات بعدها، ولعل أفضلها السيرة التي نشرها شوقي عبد الحكيم في القاهرة (1996 م).
وترجمت إلى الإنقليزية وطبعت في سنة 2021م بعنوان The Tale of Princess Fatima, Warrior Woman: The Arabic Epic of Dhat al-Himma 

## أحداث القصة
تحكي أحداثها عن حروب قارية تمتد لأربع قرون بين المسلمين والبيزنطيين كما تعرف بالحروب الإسلامية البيزنطية. وتبدأ أحداثها بعصر الخلافة الأموية في دمشق والعصر الذهبي للخليفة عبد الملك بن مروان، وتنتهي أحداث السيرة في عهد الخليفة العباسي الواثق بالله.